# Tuřany (Karlovy Vary)
Tuřany (in tedesco Thurn) è un comune della Repubblica Ceca facente parte del distretto di Cheb, nella regione di Karlovy Vary. Si trova circa 17 chilometri ad est di Cheb e 5 chilometri a sud di Kynšperk nad Ohří.

## Storia
La prima menzione scritta del paese risale al 1352. Oggi nel villaggio possiamo trovare un antico casale in legno, molto ben ricostruito e utilizzato come ristorante. Nelle sue vicinanze si trova un crocifisso risalente al 1866. Nei dintorni ci sono diverse vecchie fattorie, non in buone condizioni. Il monumento ai caduti per la liberazione della Cecoslovacchia si trova nel villaggio limitrofo, Butte, ricostruito dalle entità locali. 

## Monumenti
- Antico casale in legno in ottime condizioni.
- Crocifisso del 1866.
- Monumento ai liberatori della Cecoslovacchia.

## Infrastrutture e trasporti
Strade del paese sono in buone condizioni. Da Tuřany si raggiunge l'uscita 156 dell'autostrada E48-E49/R6. La ferrovia passa attraverso i villaggi, la fermata più vicina è Kynšperk nad Ohří. 

## Geografia antropica

### Frazioni
- Tuřany
- Lipoltov
- Návrší